# Estadio Nuevo Los Cármenes
Het Estadio Nuevo Los Cármenes is een voetbalstadion in Granada, dat plaats biedt aan 22.524 toeschouwers. De bespeler van het stadion is Granada.

## Opening
De opening van het stadion was op 16 mei 1995. Op 6 juni 1995 speelden Real Madrid en Bayer Leverkusen in een oefenwedstrijd het eerste duel ooit in dit stadion. Real won de wedstrijd uiteindelijk met 1–0 door een goal van Peter Dubovský. Het eerste officiële duel werd gespeeld tussen Spanje onder 21 en Armenië onder 21. Granada CF kwam op 22 augustus zelf voor het eerst in actie, toen met 4–1 gewonnen werd van Real Betis.

## Interlands
Het Spaans voetbalelftal speelde zeven interlands in het stadion. Ook het Albanees voetbalelftal week twee keer uit naar het Nuevo Los Cármenes.
| Voetbalinterlands | Voetbalinterlands | Voetbalinterlands    | Voetbalinterlands | Voetbalinterlands    | Voetbalinterlands |
| №                 | Datum             | Wedstrijd            | Uitslag           | Competitie           | Toeschouwers      |
| ----------------- | ----------------- | -------------------- | ----------------- | -------------------- | ----------------- |
| 1                 | 6 september 1995  | Spanje – Cyprus      | 6 – 0             | EK 1996 kwalificatie | 16.150            |
| 2                 | 29 maart 1997     | Albanië – Oekraïne   | 0 – 1             | WK 1998 kwalificatie | 250               |
| 3                 | 2 april 1997      | Albanië – Duitsland  | 2 – 3             | WK 1998 kwalificatie | 9.780             |
| 4                 | 23 september 1998 | Spanje – Rusland     | 1 – 0             | Vriendschappelijk    | 16.000            |
| 5                 | 20 november 2002  | Spanje – Bulgarije   | 1 – 0             | Vriendschappelijk    | 16.000            |
| 6                 | 25 maart 2011     | Spanje – Tsjechië    | 2 – 1             | EK 2012 kwalificatie | 16.301            |
| 7                 | 12 november 2016  | Spanje – Macedonië   | 4 – 0             | WK 2018 kwalificatie | 16.622            |
| 8                 | 25 maart 2021     | Spanje – Griekenland | 1 – 1             | WK 2022 kwalificatie | 0                 |
| 9                 | 12 september 2023 | Spanje – Cyprus      | 6 – 0             | EK 2024 kwalificatie | 17.311            |